# Dreieinigkeitskirche (Zeulenroda)

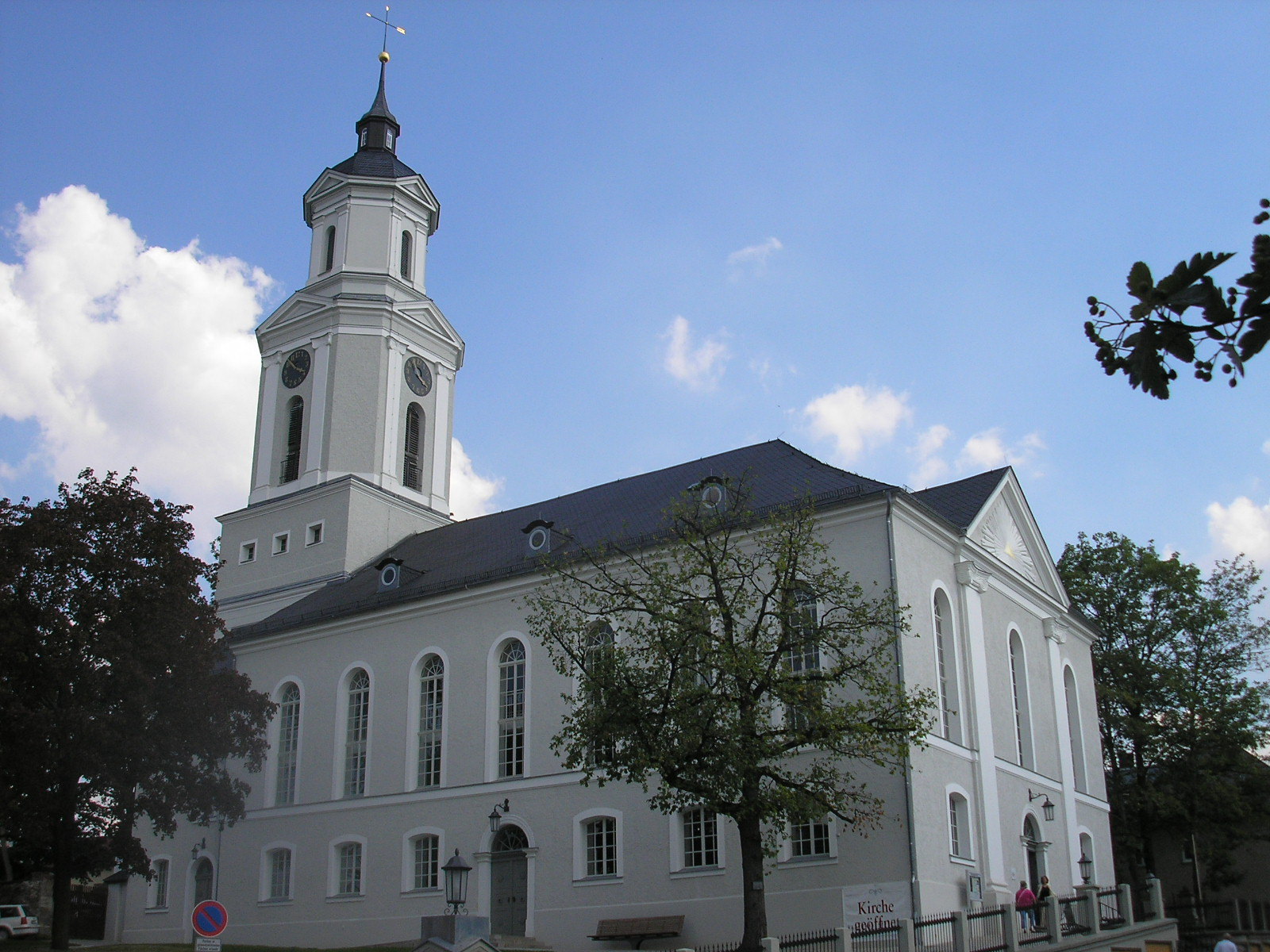
Ansicht aus Richtung Kirchstraße

Die Dreieinigkeitskirche (ⓘ) ist die evangelisch-lutherische Stadtkirche von Zeulenroda, einem Ortsteil von Zeulenroda-Triebes im Landkreis Greiz im östlichen Thüringen. Sie ist nach der Heiligen Dreieinigkeit benannt und einer der wenigen klassizistischen Sakralbauten Thüringens.

## Geschichte

### Vorgeschichte
Bereits im Mittelalter befand sich am Ort der heutigen Kirche ein Kirchenbau. Die erste urkundlich belegte Vorgängerkirche wurde in den letzten Jahren des Dreißigjährigen Kriegs um 1645 zerstört. Erst 1695 wurde sie durch einen Neubau ersetzt. Dabei handelte es sich um eine kleine barocke Kirche. 1706 wurde die Kirche bei einem Stadtbrand erheblich beschädigt, wobei auch das gesamte Kirchenarchiv verbrannte. Ein Blitzeinschlag beschädigte die Kirche 1744 erneut, bevor sie beim Stadtbrand 1790 vollständig zerstört wurde.

### Bau der Kirche 1820
Da die Stadt Zeulenroda völlig verarmt war und wenig später die Napoleonischen Kriege ausbrachen, konnte zunächst keine neue Kirche errichtet werden. Erst 1820 wurde die neue Kirche, die nach dem Entwurf von Christian Heinrich Schopper errichtet wurde, eingeweiht. Es handelt sich um eine klassizistische Hallenkirche, bei der sich jedoch der Turm über dem Altarraum im Osten und nicht über dem Eingang im Westen befindet, was für einen Kirchbau in Ostthüringen jedoch meist die Regel ist. Die Baukosten betrugen etwa 20.000 Taler.

### Kleinere Sanierungsarbeiten im 20. Jahrhundert
1903 wurde der Innenraum erneuert, wobei die Malereien dem Zeitgeschmack entsprechend abgeändert wurden. Der Turmknopf wurde 1911 vergoldet. 1984 wurden die Emporen saniert.

### Umfassende Sanierung nach 1990
Am 19. Oktober 1989 fand in der Kirche der erste Volksdonnerstag statt, der in Zeulenroda die Demonstrationen gegen das DDR-Regime einleitete.
1990 musste die Kirche wegen starken Befalls mit Echtem Hausschwamm gesperrt werden. 1991/1992 wurde der Turm gesichert. 1993/1994 folgte die Erneuerung des Daches und 1996 begannen die Sanierungsarbeiten am Turm, die mit dem Aufsetzen der neuen Turmhaube 1999 beendet wurden. 2004 begann die Sanierung des Innenraums, wobei unter anderem ein neues Kirchengestühl in historischem Stil angeschafft wurde. Beendet wurden die Sanierungsarbeiten 2005 mit einem neuen Außenanstrich, sodass die komplett sanierte Kirche nach fast zehn Jahren Bauarbeiten am 21. August 2005 wieder eingeweiht werden konnte.

## Ausstattung

### Innenbereich
Das Altargemälde von 1822 zeigt die Grablegung Christi und stammt von Ehregott Grünler. Im Jahr 2005 wurde durch den Altenburger Maler Tilman Kuhrt ein modernes Fresko geschaffen, das lebensgroß und in Pastelltönen die zwölf Apostel sowie Szenen aus dem Neuen Testament darstellt. Unter den auf dem Fresko dargestellten Figuren findet sich auch der ortsansässige Unternehmer Hans B. Bauerfeind, der die Sanierung der Kirche mit 500.000 Euro unterstützte.

### Außenbereich

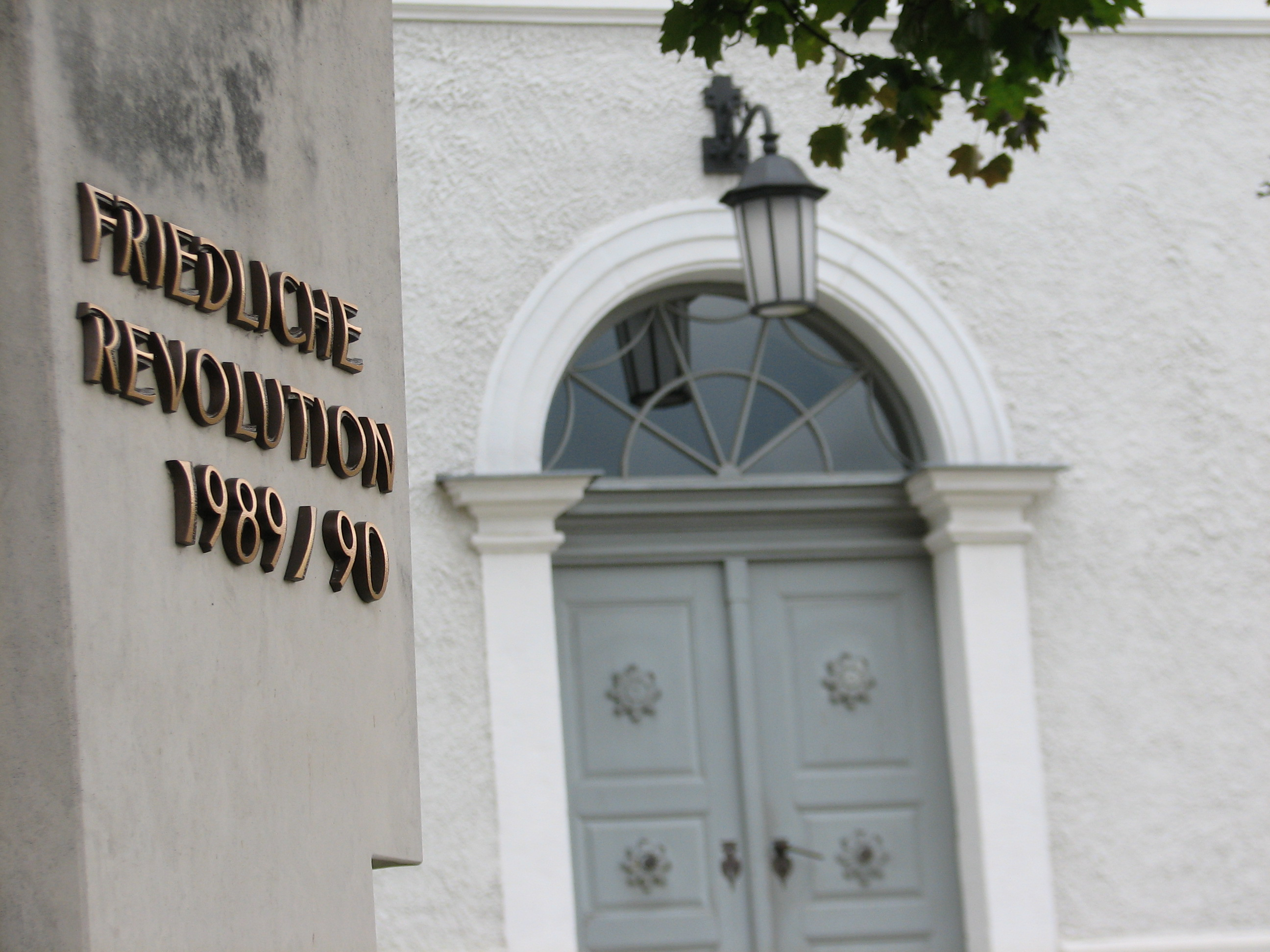
Gedenk-Stele Friedliche Revolution 1989/90 (Ausschnitt) in Zeulenroda vor der Dreieinigkeitskirche, errichtet im Oktober 2009

Vor der Dreieinigkeitskirche erinnert seit Oktober 2009 ein Gedenkstein an die Friedliche Revolution 1989 in der DDR.

## Orgel

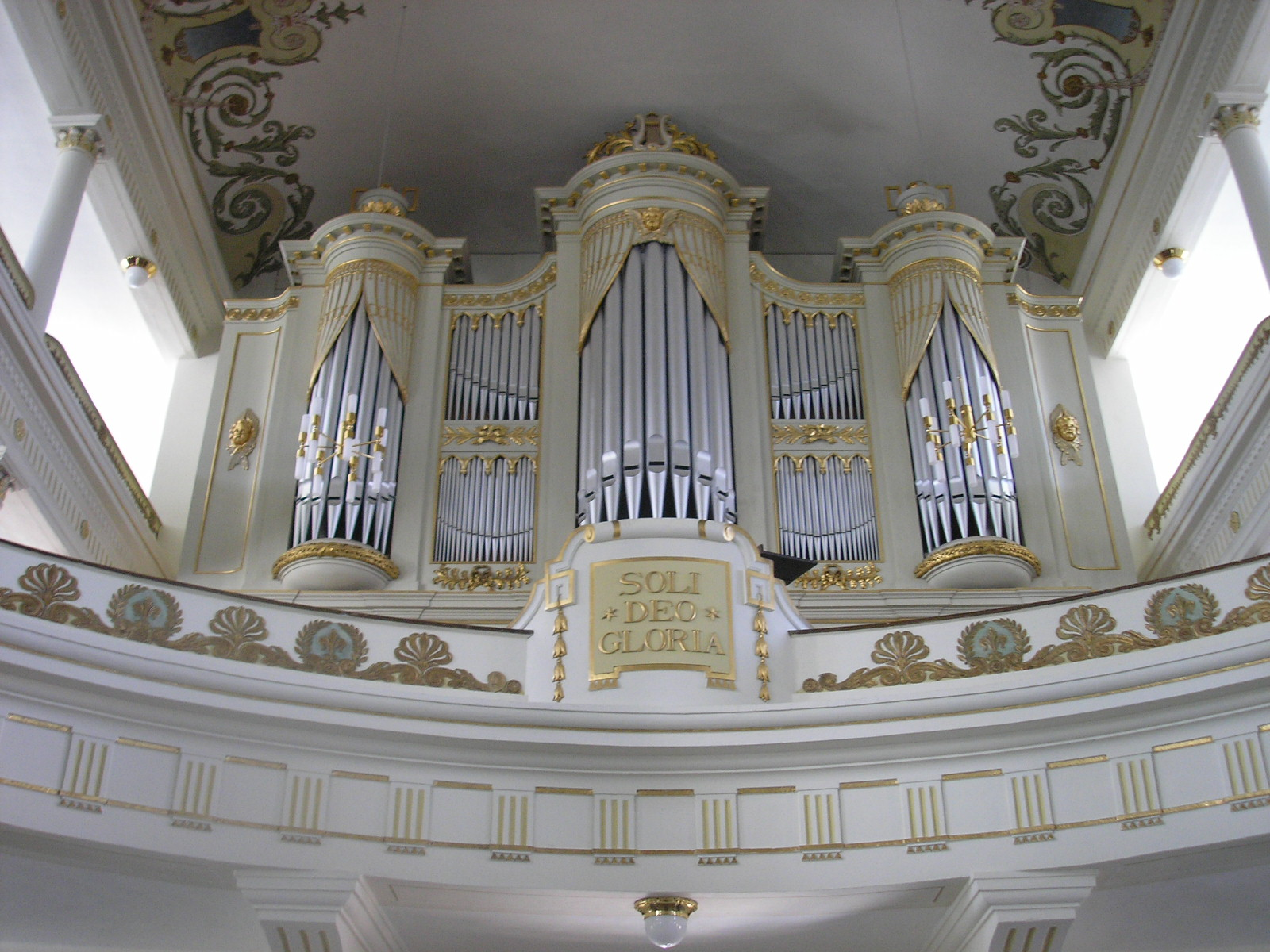
Orgel der Kirche

1821 wurde die Orgel des Orgelbauers Friedrich Wilhelm Trampeli aus Adorf eingesetzt. Sie wurde 1925 durch einen Neubau mit 42 Registern, drei Manualen und Pedal der Gebr. Jehmlich (Dresden) mit pneumatischer Traktur und Kegelladen ersetzt. Dabei wurde das Gehäuse ganz im Stil der Vorgängerorgel durch eine Zeulenrodaer Möbelfirma neu errichtet. Die Disposition wurde bei der Generalüberholung 2005 leicht verändert.
Heutige Disposition:
| I Hauptwerk C–a3 |        |
| Bordun           | 16′    |
| Prinzipal        | 8′     |
| Hohlflöte        | 8′     |
| Gambe            | 8′     |
| Oktave           | 4′     |
| Gemshorn         | 4′     |
| Quinte           | 2 2/3' |
| Oktave           | 2′ *   |
| Cornett 3-fach   |        |
| Mixtur 4-fach    |        |
| Trompete         | 8′     |

| II Oberwerk C–a3 |     |
| Salicional       | 16′ |
| Flötenprinzipal  | 8′  |
| Konzertflöte     | 8′  |
| Schwebeflöte     | 8′  |
| Salicional       | 8′  |
| Gedeckt          | 8′  |
| Prinzipal        | 4′  |
| Flute d’Amore    | 4′  |
| Oktave           | 2′  |
| Mixtur 3-fach *  |     |
| Oboe             | 8′  |

| III Schwellwerk C–a3     |      |
| Gedackt                  | 16′  |
| Geigenprinzipal          | 8′   |
| Traversflöte             | 8′   |
| Quintatön                | 8′   |
| Gedackt                  | 8′   |
| Aeoline                  | 8′   |
| Vox Coelestis            | 8′   |
| Oktave                   | 4′ * |
| Rohrflöte                | 4′   |
| Piccolo                  | 2′   |
| Harmonia Aetherea 3-fach |      |
| Clarinette               | 8′   |

| Pedal C–f1    |       |
| Untersatz     | 32′ * |
| Subbass       | 16′   |
| Gedacktbass   | 16′   |
| Dulcianbass   | 16′   |
| Violonbass    | 16′   |
| Prinzipalbass | 8′    |
| Violoncello   | 8′    |
| Posaune       | 16′   |

- veränderte Register:

I. Manual Rauschpfeife 2f in 2' und 2 2/3 aufgeteilt unter Wegfall von Dolce 8'

II. Manual Mixtur 3f unter Wegfall von Fugara 8'

III. Manual Oktave 4' unter Wegfall von Viola 4'

Pedal Untersatz 32' akustisch unter Wegfall von Gedacktbaß 16' (Transmission)

## Glocken
Im Jahr 1870 wurde die Kirche mit vier neuen Bronzeglocken ausgestattet, die bis zum Ersten Weltkrieg in der Kirche verblieben, dann aber eingeschmolzen wurden. Sie wurden 1920 durch drei Stahlgussglocken aus der Gießerei Schilling & Lattermann ersetzt.
| Glocke | Durchmesser | Gewicht | Schlagton | Inschrift                                                             |
| ------ | ----------- | ------- | --------- | --------------------------------------------------------------------- |
| 1      | 2000 mm     | 3250 kg | c'        | Zur Andacht ruf ich, Feste weih ich, Tote beklag ich                  |
| 2      | 1560 mm     | 1450 kg | e'        | Ehre sei Gott in der Höhe und auf Erden den Menschen ein Wohlgefallen |
| 3      | 1290 mm     | 0850 kg | g'        | Der Meister ist da und ruft dich*                                     |

* zusätzlich: „1917 im Weltkrieg verzehrt, schuf gläubiger Sinn und Heimatliebe uns neu zum 100-jährigen Kirchweihfest 1920“